# Defensie Cyber Commando
Het Defensie Cyber Commando (DCC) is een onderdeel van de Nederlandse krijgsmacht dat verantwoordelijk is voor de integratie van operationele cyberoperaties in militaire operaties. Het DCC bestaat sinds 2014 en staat sinds 2020 onder leiding van brigadegeneraal René van den Berg.

## Oprichting en organisatie
De oprichting van het DCC vloeide voort uit de Defensie cyberstrategie uit 2012, waarin onder meer werd bepaald dat de Nederlandse krijgsmacht in staat moet worden gesteld om zelf cyberoperaties uit te voeren. Het in vier jaar tijd opzetten van het Cyber Commando kost naar schatting 50 miljoen euro, daarna zijn de verwachte kosten 21 miljoen euro per jaar.
Het commando is opgericht op 25 september in 2014 en begon met 60 personeelsleden. Begin 2017 groeide het DCC naar 80 personen, hoewel het streven zo'n 200 specialisten was. Enkele tientallen van hen werden door het bedrijf Fox-IT opgeleid voor het uitvoeren van hacktechnieken.

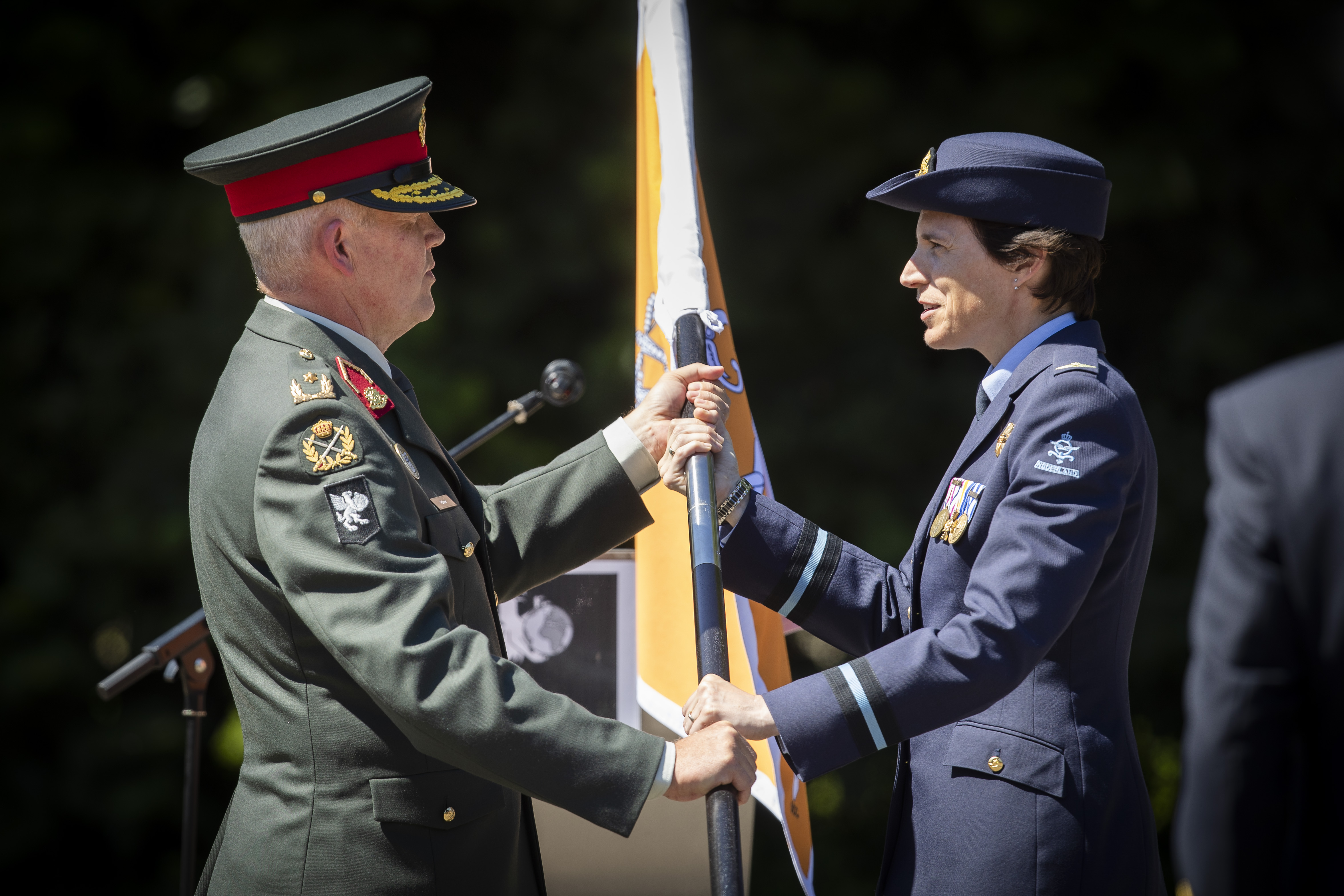
Brigadegeneraal Hans Folmer draagt het commando van het DCC over aan Commodore Boekholt-O'Sullivan (Den Haag, 5 juli 2018)

#### Afdelingen
Naast een staf bestaat het DCC uit drie afdelingen:
- Operations, ter ondersteuning van operationele militaire eenheden
- Technology, voor het ontwikkelen van offensieve en defensieve cybercapaciteiten
- Defensie Cyber Expertise Centrum (DCEC), voor het versterken van kennis en innovatie van Defensie in het cyberdomein.

Het DCC is gehuisvest in de Koningin Beatrixkazerne aan de Van Alkemadelaan in Den Haag.

#### Commandanten
Sinds haar oprichting kende de eenheid de volgende commandanten:
- 2012-2018: Brigadegeneraal Hans Folmer
- 2018-2020: Commodore Elanor Boekholt-O'Sullivan
- 2020-heden: Brigadegeneraal René van den Berg

## Taken en bevoegdheden
De inzet van het Defensie Cyber Commando is beperkt tot militaire operaties en geschiedt onder verantwoordelijkheid van de Commandant der Strijdkrachten op basis van een besluit van de regering. De offensieve capaciteiten van het DCC zijn een aanvulling op de al bestaande digitale inlichtingenvergaring en de defensieve cyberactiviteiten van Defensie.
Voorbeelden van dergelijke taken zijn het uitschakelen van vijandelijke radarsystemen of het hacken van mobiele telefoons van de tegenstander. Daarnaast beschermt het DCC de eigen computer-, wapen- en ondersteunende systemen tegen inbraak of sabotage door de vijand.
Eind 2018 bevestigde commandant Boekholt-O'Sullivan dat het DCC nog niet actief is geweest op het gebied van offensieve cyberacties. Het commando fungeerde voornamelijk als een soort "uitzendorganisatie" waarbij de cybermilitairen met hun kennis andere krijgsmachtonderdelen of de inlichtingendiensten bijstaan. In dat laatste geval kunnen ze helpen bij het verzamelen van inlichtingen ter voorbereiding op offensieve operaties.
Het DCC verzamelt zelf geen inlichtingen. Het maakt voor de uitvoering van zijn taak gebruik van informatie van afdelingen van de Militaire Inlichtingen- en Veiligheidsdienst, die gespecialiseerd is in het onderscheppen van elektronische communicatie. Het DCC werkt voor alle vier de bestaande krijgsmachtonderdelen, maar is administratief onder gebracht bij het Operationeel Ondersteuningscommando Land van de Koninklijke Landmacht.

## Samenwerking
Buiten de Nederlandse krijgsmacht zal het DCC samenwerken met andere ministeries, publieke organisaties, kennisinstellingen en bedrijven als Thales en KPN. Ook is samenwerking mogelijk met andere landen die een vergelijkbare visie en aanpak op dit gebied hebben.
Een vergelijkbare organisatie in het buitenland, zij het op veel groter schaal, is het United States Cyber Command, dat in 2009 werd opgericht en waarvan de commandant tevens de directeur van de National Security Agency (NSA) is. De Duitse Bundeswehr beschikt over een cyber-eenheid van ca. 80 specialisten, gestationeerd in de Tomburg-kazerne in Rheinbach.